# Naissance en 1992
Naissance
- 1988
- 1989
- 1990
- 1991
- 1992
- 1993
- 1994
- 1995
- 1996

Les naissances en 1992 concernent les personnalités nées entre le 1er janvier et le 31 décembre 1992.

## Janvier
- 1er janvier :
  - Neda Bahi, athlète handisport tunisienne.
  - Jack Wilshere, footballeur anglais.
- 3 janvier : 
  - Guirec Soudée, navigateur français.
  - Delphine Wespiser, Miss France 2012.
- 5 janvier : Suki Waterhouse, mannequin, actrice et chanteuse britannique.
- 6 janvier : Quentin Pacher, cycliste français.
- 8 janvier : Koke Resurrección, footballeur espagnol.
- 10 janvier : 
  - Yip Pin Xiu, nageuse handisport singapourienne.
  - Christian Atsu, footballeur international ghanéen († 6 février 2023).
- 13 janvier : Valentin Bigote, basketteur français.
- 14 janvier : Mahya Dehghani, actrice iranienne.
- 15 janvier : Tim Mayza, joueur de baseball américain.
- 17 janvier : Nasrane Bacar, athlète française.
- 18 janvier:
  - Mathieu Faivre, skieur alpin français.
  - Reema Juffali, pilote automobile saoudienne.
  - Jaycob Brugman, joueur de base-ball new-yorkais.
- 19 janvier :
  - Logan Lerman, acteur américain.
  - Mac Miller, chanteur américain († 7 septembre 2018).
  - Tibo InShape, vidéaste web, blogueur et entrepreneur français.
- 26 janvier : Sasha Banks, lutteuse professionnelle américaine.
- 28 janvier : Song Ji-ho, acteur sud-coréen.
- 28 janvier : Hermine Smedts, cavalière et festivalière française.
- 29 janvier : Joséphine Berry, actrice française.
- 30 janvier : Valouzz, vidéaste web, entrepreneur et streameur français.
- 31 janvier : Tyler Seguin, joueur de hockey sur glace canadien.

## Février
- 2 février : Sandy Mango, autrice-compositrice-interprète française.
- 3 février : Gustav Sandberg Magnusson, footballeur suédois.
- 5 février :
  - Neymar, footballeur brésilien.
  - Nabilla Benattia, mannequin et personnalité de téléréalité franco-suisse.
  - Mario Lambrughi, athlète italien.
- 7 février :
  - Jain, chanteuse française.
  - Sergi Roberto, footballeur espagnol.
  - Costa Seibeb, coureur cycliste namibien († 1er mai 2017).
  - TinKode, pirate informatique roumain.
- 8 février : Márton Fucsovics, joueur de tennis hongrois.
- 9 février : 
  - Avan Jogia, acteur canadien.
  - Sidiki Diabaté, musicien et chanteur malien.
- 10 février :
  - Alice Arutkin, sportive française.
  - El Weezya Fantastikoh, chanteur, auteur-compositeur-interprète et philanthrope congolais.
  - Andrea Manfredi, coureur cycliste italien († 29 octobre 2018).
  - Kevin Mayer, athlète français.
  - Haruka Nakagawa, chanteuse japonaise.
- 11 février : Taylor Lautner, acteur américain.
- 12 février : Abigail Ratchford, personnalité des médias sociaux américaine.
- 13 février : Daniel Portman, acteur britannique.
- 14 février :
  - Christian Eriksen, footballeur danois.
  - Freddie Highmore, acteur britannique.
  - Lee Joo-young, actrice sud-coréenne.
- 17 février: Ecclésiaste Lemba, cinéaste franco-congolais.
- 18 février : Malese Jow, actrice, auteure-compositrice et chanteuse américaine.
- 20 février : Jarred Tinordi, joueur de hockey sur glace américain.
- 25 février : Zahia Dehar, créatrice de lingerie.
- 26 février : Alexandria Mills, Miss Monde 2010.
- 27 février : Jimmy Vicaut, athlète français.
- 29 février :
  - Jessica Long, nageuse handisport américaine.
  - Saphir Taïder, footballeur algérien.

## Mars
- 1 mars : Martin Sladký, footballeur tchèque.
- 2 mars :
  - Armando Izzo, footballeur italien.
  - Lai Pin-yu, femme politique taïwanaise.
- 5 mars : Aleksandra Mierzejewska, haltérophile polonaise.
- 6 mars : Sam Bankman-Fried, homme d'affaires et investisseur américain, ancien patron de FTX.
- 7 mars : Im Hyun-sik, chanteur et auteur-compositeur sud-coréen membre du groupe BTOB.
- 9 mars : Federico Coria, joueur de tennis argentin.
- 10 mars : Emily Osment, actrice américaine.
- 12 mars : Noureddin Bongo Valentin, haut-fonctionnaire gabonais.
- 13 mars :
  - George MacKay, acteur anglais.
  - Kaya Scodelario, actrice britannique.
  - Ozuna, chanteur portoricain.
  - Mauricio Quiroga, coureur cycliste argentin.
- 15 mars : Thea Garrett, chanteuse maltaise.
- 16 mars : Reymin Guduan, joueur de baseball dominicain.
- 17 mars :
  - Julien Bernard, coureur cycliste sur route français.
  - Mona Mestiaen, boxeuse française.
  - Pauline Peyraud-Magnin, footballeuse française.
  - Yeltsin Tejeda, footballeur costaricien.
- 21 mars : 
  - Jordi Amat, footballeur espagnol.
  - Jimmy Yacabonis, joueur américain de baseball.
- 24 mars : Justine de Jonckheere, Miss Belgique 2011.
- 26 mars : Stoffel Vandoorne, pilote automobile belge.
- 27 mars : 
  - Marc Muniesa, footballeur espagnol.
  - Aoi Yūki, doubleuse, actrice et idole japonaise.

## Avril
- 3 avril : Young M.A, rappeuse américaine d'origine portoricaine et jamaïcaine.
- 4 avril :
  - Pape Badji, basketteur sénégalais.
  - Alexa Nikolas, actrice américaine.
- 6 avril : 
  - Kathrin Hendrich, footballeuse allemande.
  - Lee Jae-hwan (ou Ken), chanteur, danseur et acteur sud-coréen, membre du groupe VIXX.
- 7 avril : Alexis Jordan, chanteuse et actrice américaine
- 8 avril :
  - Marcos Delía, joueur argentin de basket-ball.
  - Jimmy Djimrabaye, basketteur centrafricain.
  - Andriy Bratashchuk, coureur cycliste ukrainien.
  - James Hilton McManus, joueur sud-africain de badminton.
  - Sergueï Oustiougov, fondeur russe.
- 10 avril :
  - Daisy Ridley, actrice britannique
  - Michelle-Lee Ahye, athlète trinidadienne.
- 11 avril : Fujimoto Yukimi, idole japonaise, membre de PASSPO☆.
- 12 avril : The Vivienne, drag queen galloise († 5 janvier 2025).
- 15 avril : Sofía Gómez Uribe, plongeuse apnéiste colombienne.
- 18 avril :
  - Chloe Bennet, actrice américaine.
  - Anna Stetsenko, nageuse handisport ukrainienne.
- 20 avril :
  - Gwak Dong-han, judoka sud-coréen.
  - Veronika Korsounova, skieuse acrobatique russe.
  - Madias Nzesso, haltérophile camerounaise.
  - Joe Salisbury, joueur de tennis britannique.
  - Corben Sharrah, coureur cycliste américain.
- 21 avril : Isco, footballeur espagnol.
- 22 avril: Fabiana Rosales, journaliste vénézuélienne et militante des droits de l'homme.
- 23 avril :
  - Zelim Bakaev, chanteur russe d'origine tchétchène († 8 août 2017).
  - Dominik Baldauf, fondeur autrichien.
- 24 avril : 
  - Joe Keery, acteur américain.
  - Pavel Krotov, skieur acrobatique russe († 25 mars 2023).
- 25 avril : Bryan Coquard, cycliste français.
- 26 avril : Clémence Matutu, joueuse de basketball congolaise.
- 28 avril : Tony Yoka, boxeur français
- 30 avril :
  - Marc-André ter Stegen, footballeur allemand

## Mai
- 1er mai :
  - Hani, chanteuse et danseuse sud-coréenne, membre du groupe EXID.
  - Fanni Illés, nageuse handisport hongroise.
- 2 mai : Sunmi, chanteuse sud-coréenne.
- 3 mai : 
  - Mélanie Clément, judokate française.
  - Shin Hyo-seob (ou Crush), chanteur hip-hop et R&B sud-coréen
- 4 mai : Ashley Rickards, actrice américaine.
- 6 mai :
  - Brendan Gallagher, joueur de hockey sur glace canadien.
  - Byun Baek-hyun, chanteur sud-coréen du boyband EXO
- 7 mai :
  - Ryan Harrison, joueur de tennis américain.
  - Alexander Ludwig, acteur canadien.
- 8 mai : Olivia Culpo, mannequin américaine élue Miss USA 2012 et Miss Univers 2012.
- 9 mai : Sho Madjozi, rappeuse sud-africaine.
- 10 mai :
  - Jake Zyrus, chanteur philippin.
  - Damso, auteur-compositeur-interprète belgo-congolais.
- 11 mai :
  - Pierre-Ambroise Bosse, athlète français,
  - Thibaut Courtois, footballeur belge.
- 12 mai : Aina More, chanteuse, rappeuse et actrice britannico-nigériane.
- 13 mai : Laya Lewis, actrice anglaise.
- 16 mai : Richard van der Venne, footballeur néerlandais.
- 19 mai : Marshmello, DJ américain.
- 20 mai :
  - Jack Gleeson, acteur irlandais.
  - Yang Liu, boxeuse chinoise.
- 21 mai : Ahn Ye-eun, chanteuse sud-coréenne.
- 22 mai : Camille Lou, chanteuse, auteure-compositrice-interprète et musicienne française.
- 23 mai : Constant Lestienne, joueur de tennis français.
- 24 mai : Dan Slania, joueur de baseball américain.
- 25 mai : 
  - Antonio Dikele Distefano, écrivain italo-congolais.
  - Ayoub Mohamed Farhi, footballeur algérien.
- 26 mai : Danielle De Francesco, triathlète et coureuse cycliste australienne.
- 27 mai : Fanny-Estelle Posvite, judokate française.
- 29 mai : Gregg Sulkin, acteur britannique.
- 30 mai : Stephanie Au, nageuse hongkongaise.

## Juin
- 1er juin : Ayoub El Addad, joueur de futsal marocain.
- 3 juin :
- Yannick Ifebe, escrimeur handisport français.
- Ja'Wuan James, joueur américain de football américain.
- 4 juin : Damien Joly, nageur français.
- 5 juin :
- Konatsu Furukawa, chanteuse japonaise.
- Alexander López, footballeur hondurien.
- Kanami Nakamaki, nageuse japonaise.
- 6 juin : 
  - Hyuna, chanteuse, danseuse et mannequin sud-coréenne.
  - Freeze Corleone, Rappeur, auteur-compositeur-interprète, producteur français.
- 7 juin : 
  - Jordan Clarkson, joueur de basket-ball américain.
  - Mathias Gehrt, footballeur danois.
  - Emmaculate Msipa, footballeuse zimbabwéenne.
  - Roukiéta Rouamba, écrivaine burkinabée
- 9 juin : Yannick Agnel, nageur français.
- 10 juin : Kate Upton, mannequin et actrice américaine.
- 11 juin : 
  - Julian Alaphilippe, cycliste français.
  - Santiago González, footballeur uruguayen.
- 12 juin : 
  - Allie DiMeco, actrice américaine.
  - Destiny Frasqueri, musicienne américaine d'origine portoricaine.
- 13 juin : Kim Jin-su, footballeur sud-coréen.
- 14 juin :
  - Daryl Sabara, acteur américain.
  - Devante Smith-Pelly, joueur de hockey sur glace canadien.
- 15 juin : 
  - Dafne Schippers, athlète néerlandaise.
  - Mohamed Salah, footballeur égyptien.
  - Emmanuel Tarpin, joaillier français.
- 18 juin :
- Marion Chabassol, actrice française. 
  - Sean Teale, acteur britannique.
  - Son Hyeonwoo (ou Shownu), chanteur et danseur sud-coréen, membre du groupe MONSTA X.
- 20 juin : Ayu Ting Ting, chanteuse indonésienne.
- 22 juin : Hernando Bohórquez, coureur cycliste colombien.
- 24 juin : 
  - 6lack, rappeur américain.
  - Stuart Hogg, joueur de rugby à XV écossais.
- 25 juin : Koen Casteels, footballeur belge.
- 26 juin :
  - Melanie Amaro, chanteuse américaine.
  - Aziz Baazzi, joueur de hockey sur glace franco-marocain.
  - Zander Clark, footballeur écossais.
  - Jana Coryn, footballeuse belge.
  - Rudy Gobert, basketeur français.
  - Jennette McCurdy, actrice et chanteuse américaine.
- 27 juin :
- Emma D'Arcy, actrice britannique.
- Deja McClendon, joueuse de volley-ball américaine. 
  - Hortavie Mpondo, actrice et mannequin camerounaise.
  - Ahn So-hee, actrice et chanteuse sud-coréenne, ex-membre du groupe Wonder Girls.
  - Anna Kulinich-Sorokina, athlète handisport russe.
- 29 juin :
  - Diamond Dixon, athlète américaine.
  - Justine Dreher, golfeuse française.
  - Gabriela Petrova, athlète bulgare.
  - Adam Gary Sevani, acteur et danseur américain.
- 30 juin : Holliston Coleman, actrice américaine.

## Juillet
- 1er juillet : Brandie Wilkerson, joueuse de volley-ball canadienne.
- 2 juillet : Esperança Gicaso, athlète handisport angolaise.
- 5 juillet : Rafał Janicki, footballeur polonais.
- 7 juillet : Kenneth To, nageur australien naturalisé hongkongais († 18 mars 2019)
- 8 juillet :
  - Lubna Gourion, actrice française.
  - Yelyzaveta Mereshko, nageuse handisport ukrainienne.
  - Norman Nato, pilote automobile français.
  - Park Kyung, rappeur, réalisateur artistique sud-coréen, membre du groupe
  - Son Heung-min, footballeur international sud-coréen.
- 9 juillet :
  - Lolita Ananasova, nageuse synchronisée ukrainienne.
  - Douglas Booth, acteur britannique.
  - Kevin Chávez, plongeur mexicano-australien.
  - Anthony Rech, joueur de hockey sur glace français.
  - Pilar Romang, joueuse argentine de hockey sur gazon.
  - Kristina Vaculik, gymnaste artistique canadienne.
- 10 juillet : Clara Luciani, chanteuse française.
- 11 juillet : Vanessa Neigert, chanteuse allemande.
- 12 juillet : Woo Do-hwan, acteur sud-coréen.
- 14 juillet : Rayvonte Rice, joueur américain de basket-ball.
- 15 juillet : 
  - Vald, rappeur français.
  - Koharu Kusumi, chanteuse, mannequin, annimatrice de radio et télévision et ex-idole japonaise.
  - Porter Robinson, disc jockey et producteur américain.
- 17 juillet : Michelle Gómez, mannequin colombienne.
- 18 juillet : Natascha Hiltrop, tireuse sportive allemande.
- 20 juillet :
  - Noh Jin-kyu, patineur de vitesse sur piste courte sud-coréen († 3 avril 2016).
  - Gertrude Prombove, lutteuse camerounaise.
  - Inès Reg, humoriste et stand-up française.
- 21 juillet : Giovanni De Gennaro, kayakiste italien.
- 22 juillet : Selena Gomez, actrice et chanteuse américaine.
- 23 juillet : Britne Oldford, actrice canadienne.
- 26 juillet : Nini Tsiklauri, chanteuse et actrice allemande.
- 27 juillet :
  - Tory Lanez, rappeur, chanteur, auteur-compositeur et producteur de musique canadien.
  - Zota, danseuse et chorégraphe ivoirienne.
- 29 juillet : Djibril Sidibé, footballeur français.
- 30 juillet : Hannah Cockroft, athlète handisport britannique.
- 31 juillet : José Fernández, joueur de baseball († 25 septembre 2016).

## Août
- 3 août :
  - Karlie Kloss, mannequin américaine.
  - Jessica Mila, actrice indonésienne.
- 4 août :
  - Cole Sprouse, acteur américain.
  - Dylan Sprouse, acteur américain.
- 5 août : Oktovianus Pogau, journaliste et activiste papou d'Indonésie († 31 janvier 2016).
- 10 août :
  - Go Ah-seong, actrice sud-coréenne.
  - Jennifer Uchendu, spécialiste du développement durable et de l'éco-anxiété.
- 12 août : Cara Delevingne, mannequin et actrice britannique.
- 13 août : Lucas Moura, footballeur international brésilien.
- 15 août : Marie Branser, judokate allemande et congolaise (Kinshasa).
- 16 août : 
  - Diego Schwartzman, joueur de tennis argentin.
  - Quentin Fillon Maillet, biathlète français.
- 17 août :
  - Denis Kudla, joueur de tennis américain.
  - Paige, catcheuse britannique.
  - Nozimakhon Kayumova, athlète handisport ouzbèke.
- 18 août :
  - Frances Bean Cobain, artiste visuelle et fille du chanteur Kurt Cobain.
  - Ciara Watling, footballeuse internationale nord-irlandaise.
- 19 août : Estelle Mossely, boxeuse français.
- 20 août :
  - Alex Newell, acteur américain.
  - Demi Lovato, actrice, danseuse et chanteuse américaine.
- 21 août :
  - Manuel Ano, cadreur sous-marin et plongeur professionnel français.
  - Bryce Dejean-Jones, basketteur américain († 28 mai 2016).
  - RJ Mitte, acteur américain.
- 25 août : Angelica Mandy, actrice britannique.
- 27 août : Blake Jenner, acteur américain.
- 30 août : Jessica Henwick, actrice britannique.

## Septembre
- 4 septembre : 
  - Layvin Kurzawa, footballeur international français
  - Park Eun-bin, actrice et mannequin sud-coréenne.
- 6 septembre : 
  - Lisa Eckhart, carabettiste autrichienne.
  - Shavez Hart, athlète bahaméen, spécialiste du sprint († 3 septembre 2022).
- 7 septembre : Sam Kendricks, athlète américain.
- 9 septembre : Damian McGinty, chanteur irlandais.
- 14 septembre : 
  - Woo Ji-ho (ou Zico), rappeur, producteur, auteur-compositeur-interprète sud-coréen, membre du groupe Block B.
  - Karl Toko-Ekambi, footballeur international franco-camerounais.
- 15 septembre : Camélia Jordana, chanteuse et actrice française.
- 16 septembre : 
  - Nick Jonas, acteur, chanteur, guitariste, pianiste et batteur américain.
  - Ivana Knöll, mannequin croate.
- 18 septembre : Joji ou Filthy Frank, chanteur et ancien vidéaste nippo-australien.
- 19 septembre : Harris Michael Brewis alias Hbomberguy, vidéaste britannique d'essai vidéo.
- 21 septembre : Chen, chanteur sud-coréen du groupe EXO.
- 23 septembre :
  - Xantal Giné, joueuse de hockey sur gazon espagnole
  - Louis Laurent, judoka et samboïste français
  - Oğuzhan Özyakup, joueur de football turc
  - Ayonika Paul, tireuse sportive indienne
- 24 septembre : Mory Sacko, chef cuisinier français.
- 25 septembre :
  - Iori Kogawa, idol japonaise.
  - Rosalía, chanteuse espagnole.
  - Anthony Sonigo, acteur français.
- 26 septembre : Vincent Limare, judoka français.
- 30 septembre : Ezra Miller, acteur américain.

## Octobre
- 3 octobre : Lyna Khoudri, actrice de cinéma franco-algérienne.
- 4 octobre : Katharina Rhomberg, cavalière de saut d'obstacles autrichienne.
- 7 octobre : Akou Dulcie Nodjo, escrimeuse togolaise.
- 9 octobre : Romain Guyot, coureur cycliste français († 3 mars 2016).
- 11 octobre : Cardi B, rappeuse américaine.
- 12 octobre :
  - Tiphaine Haas, actrice française.
  - Josh Hutcherson, acteur américain.
- 14 octobre : Khagendra Thapa Magar, népalais un temps l'homme le plus petit du monde († 17 janvier 2020).
- 15 octobre : 
  - Vincent Martella, acteur américain.
  - Ncuti Gatwa, acteur britannico-rwandais.
- 17 octobre : Jacob Artist, acteur américain.
- 18 octobre : Claire Chust, actrice française
- 19 octobre :
  - Kim Ji-won, actrice sud-coréenne.
  - Lil Durk, rappeur américain.
- 22 octobre : 
  - Sofia Vassilieva, actrice américaine.
  - 21 Savage, Chanteur Britannique.
- 23 octobre : Álvaro Morata, footballeur espagnol.
- 24 octobre :
  - Ding Liren, joueur d'échecs chinois.
  - Taylor Swanson, athlète handisport américaine.
- 25 octobre : Clarisse Agbegnenou, judokate française.
- 28 octobre : Deon Lendore, athlète trinadien.
- 29 octobre : Evan Fournier, basketteur français.
- 30 octobre : Édouard Louis, écrivain français.

## Novembre
- 1er novembre : Anđela Mužinić, pongiste croate.
- 3 novembre :
  - Joseph Clarke, céiste anglais.
  - Alexia Fancelli, kitesurfeuse française.
  - Akeem Haynes, sprinter canadien d'origine jamaïcaine.
  - Donovan Léon, footballeur français international guyanais.
  - Valeria Solovieva, joueuse de tennis russe.
  - Anrune Weyers, athlète handisport sud-africaine.
- 5 novembre : Marco Verratti, footballeur international italien.
- 6 novembre : Yura, chanteuse et actrice sud-coréenne membre du groupe Girl's Day.
- 10 novembre : Ulrik Saltnes, footballeur norvégien
- 13 novembre :
- Daniel Gossett, joueur de baseball américain.
- Rosalie Vaillancourt, humoriste, comédienne et chanteuse québécoise.
- 15 novembre : Jody Lukoki, footballeur néerlandais d'origine congolaise († 9 mai 2022).
- 17 novembre : Takayoshi Ishihara, footballeur japonais.
- 18 novembre : Nathan Kress, acteur américain.
- 20 novembre : Georges Tomb, compositeur et pianiste libanais.
- 21 novembre :
- Muhammad I'maadi Abd Aziz, coureur cycliste brunéien.
- Rino Sashihara, chanteuse japonaise.
- Davido, chanteur nigérian.
- 23 novembre : 
  - Miley Cyrus, actrice et chanteuse américaine.
  - Go Eunbi (ou EunB), chanteuse sud-coréenne, anciennement membre du groupe Ladies' Code († 3 septembre 2014)
- 27 novembre : Park Chan-yeol, rappeur sud-coréen du groupe EXO.
- 28 novembre :
- Enrico Bacchin, joueur de rugby italien.
- Adam Hicks, acteur, rappeur et danseur américain.

## Décembre
- 1er décembre : Quentin Bigot, sportif français
- 3 décembre : Daniel Abt, pilote de Formule E allemand.
- 4 décembre : Kim Seok-jin, dit Jin, chanteur sud-coréen du groupe BTS
- 5 décembre : Nathan Beaulieu, joueur de hockey sur glace canadien.
- 6 décembre : 
  - Jeppe Andersen, footballeur danois.
  - Lilian Calmejane, cycliste français.
- 9 décembre : Ibrahim El Bouni, kick-boxeur néerlando-marocain.
- 10 décembre : Julien Lacroix, humoriste québécois.
- 11 décembre : Christophe Laporte, cycliste français.
- 12 décembre :
  - Félix Maritaud, acteur français.
  - Ni Nengah Widiasih, haltérophile indonésienne.
- 13 décembre : Roméo Elvis, rappeur belge.
- 14 décembre : Samira El Idrissi, taekwondoïste néerlandaise.
- 15 décembre :
- Zouleiha Abzetta Dabonné, judokate ivoirienne.
- Daria Douguine, militante et journaliste russe d'ultra-droite, fille d'Alexandre Douguine († 20 août 2022).
- 18 décembre : Bridgit Mendler, actrice et chanteuse américaine.
- 19 décembre : Iker Muniain, footballeur espagnol.
- 22 décembre : Moonbyul, rappeuse, danseuse, chorégraphe et parolière sud-coréenne, membre du groupe Mamamoo.
- 24 décembre : Michel Babatunde, footballeur nigérian.
- 26 décembre : Jade Thirlwall, chanteuse britannique du groupe Little Mix.
- 30 décembre : Seo Yu-na, chanteuse et actrice sud-coréenne, membre du groupe AOA.
- 31 décembre : Johnathan Cabral, athlète américano-canadien.

## Date inconnue
- Chuu Wai, peintre birmane.
- Teya Dora, auteure-compositrice-interprète serbe.
- Marang Molosiwa, actrice botswanaise.